# Діпсі Селолване
Діпсі Селолване (англ. Dipsy Selolwane, нар. 27 січня 1978, Габороне) — ботсванський футболіст, який грав на позиції півзахисника в низці ботсванських та закордонних клубів, та у складі національної збірної Ботсвани.

## Клубна кар'єра
У дорослому футболі дебютував 1997 року виступами за команду клубу «Габороне Юнайтед», в якій провів три сезони.
Згодом у 2000 році переїхав на навчання у США, де навчався в Університеті Сент-Луїса та одночасно виступав у команді «Сент-Луїс Біллікенс». Після року навчання переїхав до данського клубу «Вайле».
Своєю грою за останню команду привернув увагу представників тренерського штабу клубу «Чикаго Файр», до складу якого приєднався 2002 року. Відіграв за команду з Чикаго наступні три сезони своєї ігрової кар'єри.
У 2005 році, не зумівши закріпитись в основі чиказького клубу, перейшов до складу іншого клубу МЛС «Реал Солт-Лейк», де провів лише один сезон, також не зумівши закріпитись в основі клубу.
Після трирічного перебування у США перейшов до південноафриканського клубу «Сантос» (Кейптаун). Через два роки перейшов до іншого клубу з ПАР «Джомо Космос», пізніше грав за інші південноафриканські клуби «Аякс» (Кейптаун) та «Суперспорт Юнайтед».
До складу клубу «Юніверсіті оф Преторія» приєднався 2012 року. Відтоді встиг відіграти за команду з Преторії 36 матчів в національному чемпіонаті. У 2015 році завершив виступи на футбольних полях

## Виступи за збірну
1999 року дебютував в офіційних матчах у складі національної збірної Ботсвани. Наразі провів у формі головної команди країни 43 матчі, забивши 10 голів.
У складі збірної був учасником Кубка африканських націй 2012 року у Габоні та Екваторіальній Гвінеї.